# Urakeran
Urakeran är en ort i Azerbajdzjan.   Den ligger i distriktet Jardymly, i den södra delen av landet, 220 km sydväst om huvudstaden Baku. Urakeran ligger 836 meter över havet och antalet invånare är 962.
Terrängen runt Urakeran är huvudsakligen kuperad, men västerut är den bergig. Urakeran ligger nere i en dal. Närmaste större samhälle är Yardımlı, 3,6 km nordost om Urakeran. 
Omgivningarna runt Urakeran är en mosaik av jordbruksmark och naturlig växtlighet. Runt Urakeran är det ganska tätbefolkat, med 67 invånare per kvadratkilometer.